# 菊池慎之助
菊池 慎之助（きくち しんのすけ、1866年3月31日（慶応2年2月15日） - 1927年（昭和2年）8月22日）は、日本陸軍の軍人。最終階級は陸軍大将。

## 経歴
水戸藩士、戸田道守の子として生れ、菊池敬之進の養子となる。1883年10月、陸軍教導団歩兵大隊に入り一等軍曹を経て、1889年7月、陸軍士官学校（旧11期）を卒業し、陸軍少尉任官。1897年12月、陸軍大学校（11期）を卒業した。日清戦争出征のため、陸大を一時中退し戦後に復校している。参謀本部員、東部都督部参謀、教育総監部参謀、ドイツ・ロシア駐在、第4軍管理部長などを歴任。
日露戦争では、第4軍副官として出征し、同軍参謀となった。陸軍省副官、第16師団参謀長、陸士生徒隊長などを経て、1913年6月、陸軍少将に進級し、歩兵第5旅団長、人事局長、参謀本部総務部長を歴任。1917年8月、陸軍中将となり、教育総監部本部長、第3師団長、参謀本部次長、朝鮮軍司令官を歴任。1923年8月、陸軍大将となり、軍事参議官、東京警備司令官を経て、教育総監在職中に死去。墓所は青山霊園(1ロ10-7)。

## 栄典・授章・授賞
位階
- 1892年（明治25年）2月3日 - 正八位[1]
- 1893年（明治26年）12月16日 - 従七位[2]
- 1907年（明治40年）12月27日 - 従五位[3]
- 1913年（大正2年）1月30日 - 正五位[4]
- 1917年（大正6年）8月30日 - 従四位[5]
- 1922年（大正11年）12月20日 - 従三位[6]
- 1925年（大正14年）12月28日 - 正三位[7]

勲章等
- 1915年（大正4年）11月7日 - 勲二等瑞宝章・大正三四年従軍記章[8]
- 1920年（大正9年）11月1日 - 勲一等旭日大綬章・大正三年乃至九年戦役従軍記章[9]
- 1921年（大正10年）7月1日 - 第一回国勢調査記念章[10]